# Marcos Acayaba
Marcos Acayaba (* 6. August 1944 in São Paulo) ist ein brasilianischer Architekt und Städteplaner.
Er studierte von 1964 bis 1969 an der FAUUSP (Faculdade de Arquitetura e Urbanismo da Universidade de São Paulo), der Fakultät für Architektur und Städtebau der Universität Sao Paulo. In den Jahren 1972 bis –1976 war er Professor für Entwurf an der FAUUSP. Diesen Posten bekleidet er seit 1991 wieder.
Vor allem seine Hausbauten (Olga, Baeta), die vollständig aus industriell vorgefertigten Holzkonstruktionen erstellt sind, zeichnen sich durch eine große Flexibilität aus, die eine gute und kostengünstige Technik für sehr steile Hügel mit dichter Vegetation darstellen. Dabei wird das Haus durch eine einfache, symmetrische Struktur mit nur noch drei Auflagepunkten auf dem Gelände aufgesetzt. Das trianguläre Holzgitter der zweistöckigen Tragstruktur ruht auf sechs Pfeilern, die die Kräfte in Fundamentrohre einleiten. Diese Tragstruktur mit hexagonalen „Baumstützen“ die ein sekundäres Gerüst tragen, ist in der Konzeption identisch mit dem Dach von Stansted, dem Londoner Flughafen von Norman Foster. Dabei besteht die Geometrie der Häuser aus unregelmäßigen Sechsecken, diese Struktur hatte Acayaba 1989 in einem Projekt eines mobilen Theaters für 1500–2000 Besucher mit dem Regisseur Gianni Ratto entwickelt.

## Werke (Auswahl)
Er ist Schöpfer diverser Projekte u. a.:
- Marlene Acayaba Milan House, Sāo Paulo, 1972
- Pavilhão Pindorama, 1985
- Vila Butantã, 2004
- FDE – Escola Estadual Jd. Bela Vista, in Mogi das Cruzes, 2005
- Privathäuser: Milan, 1975 – Olga, 1990 – Baeta, 1993 – Acayaba, 1997

## Preise
- Cubo de Bronze auf der Bienal Internacional de Buenos Aires 1985
- Nationalpreis (Premiação Nacional) IAB 1991
- Bienal Internacional de Arquitetura de São Paulo, 1993
- Bienal Internacional de Arquitetura de São Paulo, 1997
- Fundação Vilanova Artigas, 1991